# Votes for Women (jornal)
Votes for Women foi um jornal associado ao movimento de sufrágio feminino no Reino Unido. Até 1912, era o jornal oficial da União Social e Política das Mulheres, a principal organização sufragista. Posteriormente, continuou com uma circulação menor, a princípio de forma independente, e depois como a publicação das Sufragistas Unidas.

## História
O jornal foi fundado em outubro de 1907 por Emmeline e Frederick Pethick-Lawrence. O casal tornou-se coeditores do jornal, que foi publicado pela St Clement's Press. Foi adotado como o jornal oficial da União Social e Política das Mulheres (abreviação em inglês: WSPU), já a principal organização sufragista militante do país. Muitas cópias foram vendidas por membros da WSPU nas ruas. Os vendedores de calçada eram frequentemente assediados por transeuntes e eram forçados a ficar na sarjeta para que a polícia não os prendesse por "obstrução da calçada".
Inicialmente, o jornal custava 3 pêni antigo e era publicado mensalmente, com atualizações de suplementos semanais. Em abril de 1908, sua publicação foi aumentada para uma frequência semanal e, no mês seguinte, o preço caiu para apenas 1 pêni. Durante esse período, a WSPU via o jornal como uma ferramenta de recrutamento e angariação de fundos e dedicou muito tempo para aumentar sua circulação. Cartazes anunciando o jornal foram desenhados em 1903 e um novo desenho em 1909 por Hilda Dallas, uma artista do Suffrage Atelier. E, por exemplo, a cada verão, os membros da WSPU eram instados a recrutar novos assinantes enquanto estavam de férias à beira-mar e a usar os cartazes para incentivar as vendas.
O jornal foi redesenhado em 1909 e seu tamanho de página foi aumentado e um novo design de pôster foi lançado. A WSPU lançou uma grande campanha publicitária, incluindo Helen Craggs e outros em um ônibus em turnê por Londres, e estabeleceu vendas permanentes no centro de Londres. Isso levou a circulação a um pico de 33 000 por semana no início de 1910.
Em 1912, os Pethick-Lawrences foram presos e Evelyn Sharp assumiu brevemente a editoria do jornal. Posteriormente, os Pethick-Lawrences foram expulsos da WSPU e, posteriormente, publicaram o jornal de forma independente, sendo seus apoiadores organizados na Votes for Women Fellowship. Este grupo pretendia abranger membros de várias organizações de sufrágio feminino, militantes ou não. A Irmandade formou grupos em todo o país, que concentraram seu tempo na educação. Isso convenceu alguns membros de que deveriam formar um novo grupo de campanha. Em fevereiro de 1914, Votes for Women anunciou a formação dos Sufragistas Unidos, nos quais os Pethick-Lawrences se tornaram ativos, e em agosto eles transferiram o controle do jornal para o novo grupo. Sharp então assumiu a editoria exclusiva do jornal.

## Declínio
O jornal continuou a aparecer durante a Primeira Guerra Mundial, mas com uma circulação muito reduzida, e lutou para se manter financeiramente viável. Sharp reorientou o jornal para atrair mais mulheres de classe média, com o slogan "The War Paper for Women". Embora ela tenha vindo pessoalmente a se opor à guerra, ela garantiu que o jornal mantivesse uma posição neutra sobre ela. O sufrágio feminino foi decretado gradualmente a partir de 1918, e em março daquele ano as Sufragistas Unidas se dissolveram, o jornal também deixou de aparecer.

## Galeria

Votes for Women
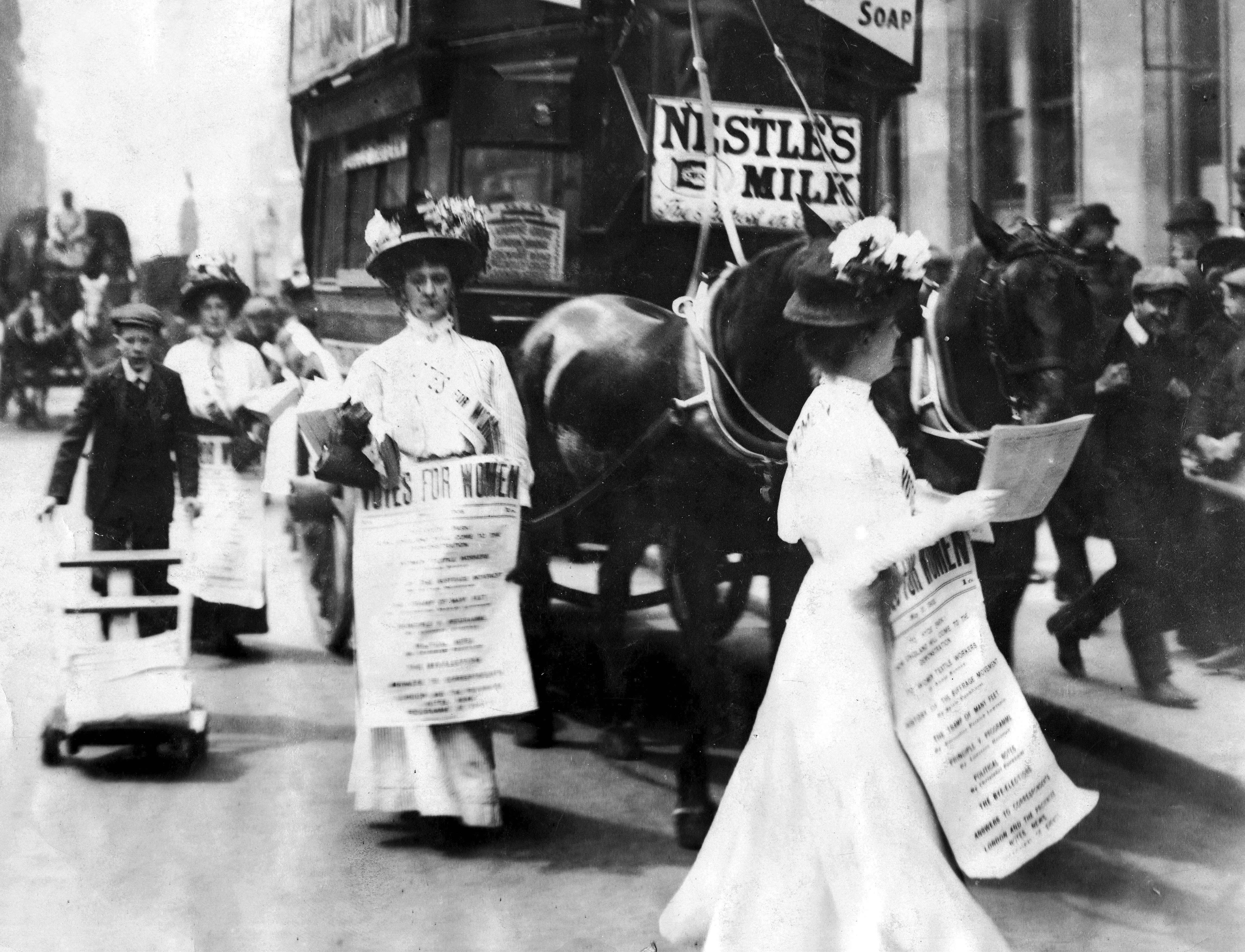
Mulheres vendendo o jornal na Fleet Street em Londres, em 1908.
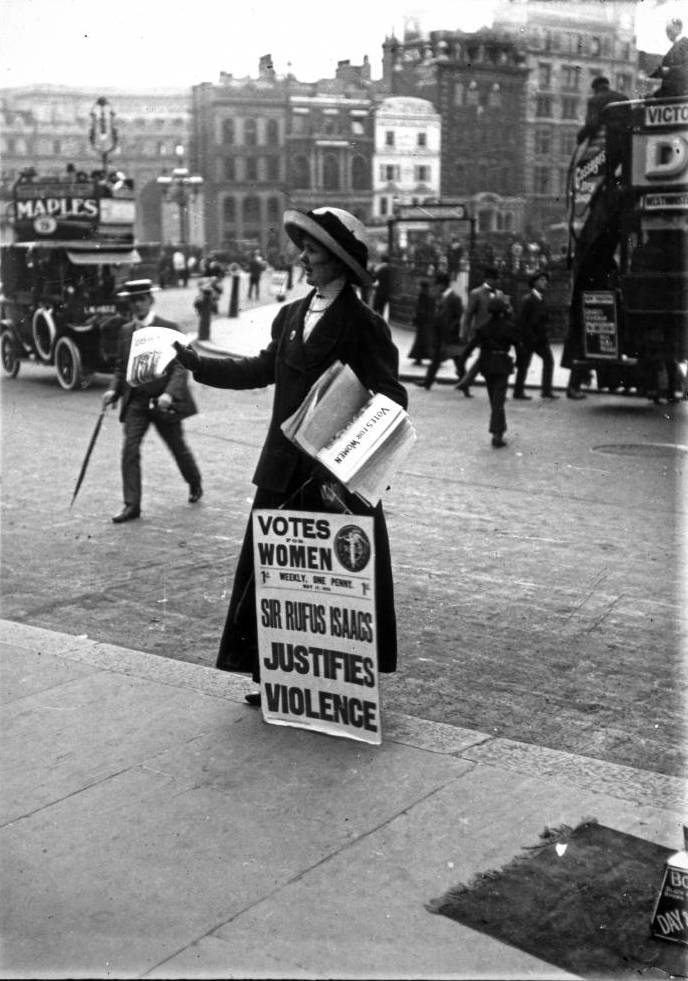
Venda de jornal na rua
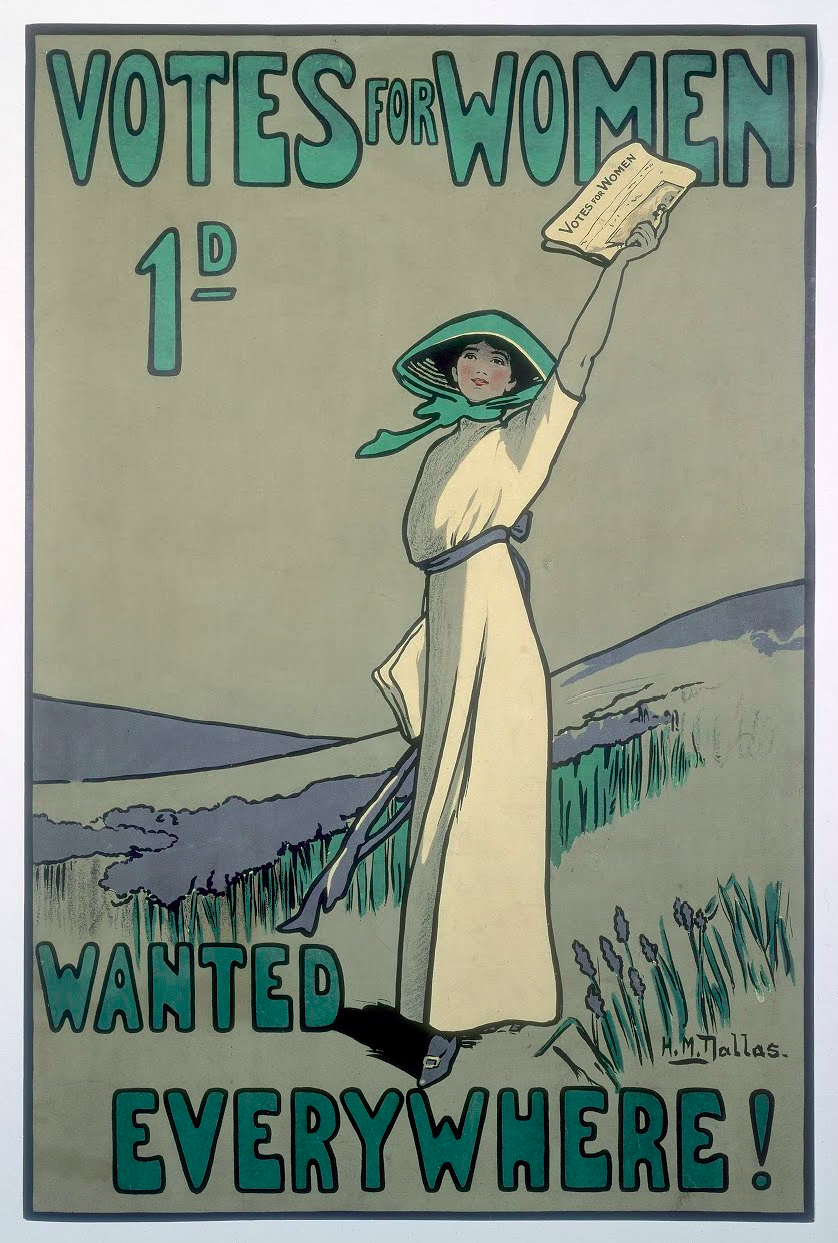
Cartaz sobre o jornal Votes for Women, por Hilda Dallas (1909)
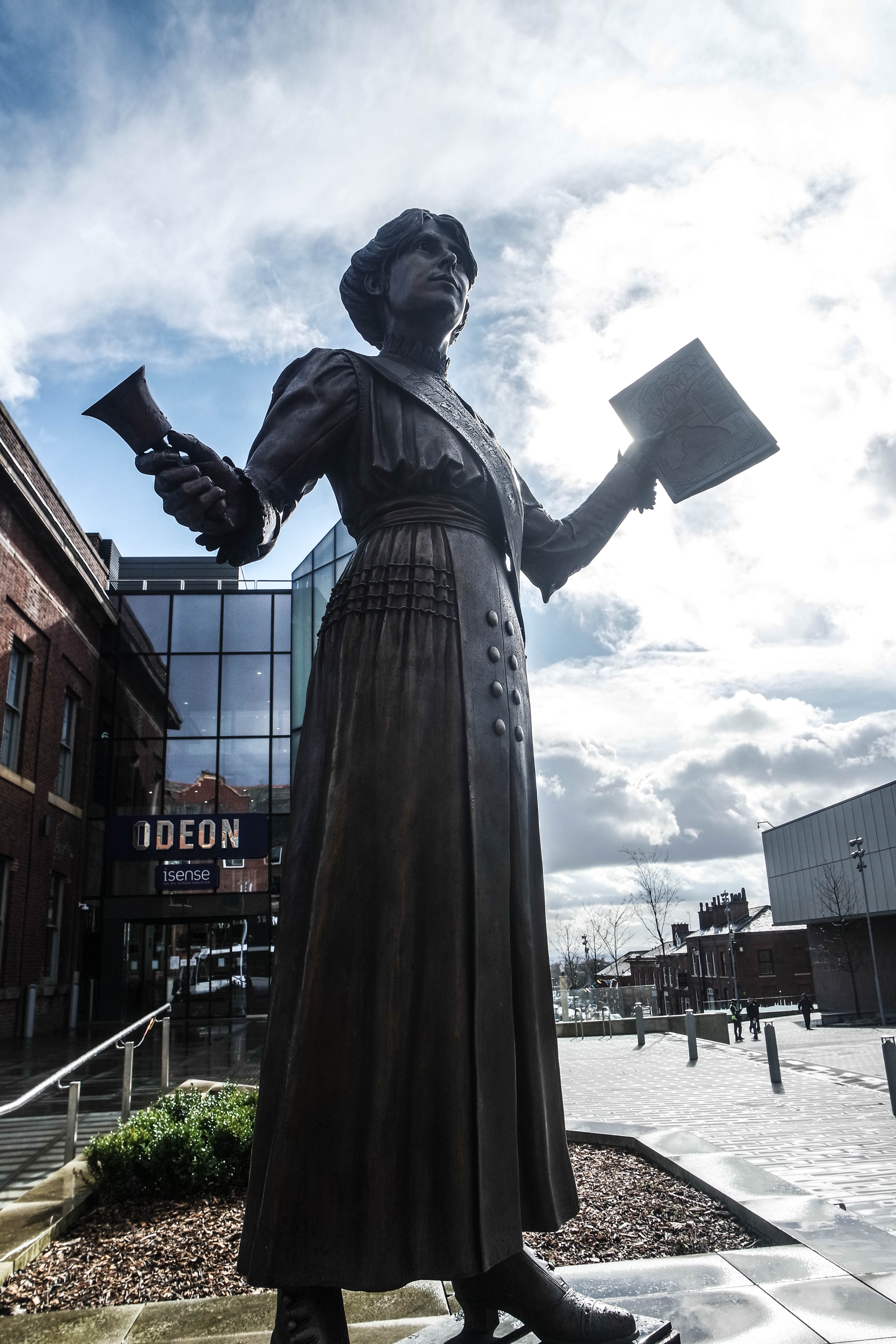
Estátua de Annie Kenney em Oldham com Votes for Women
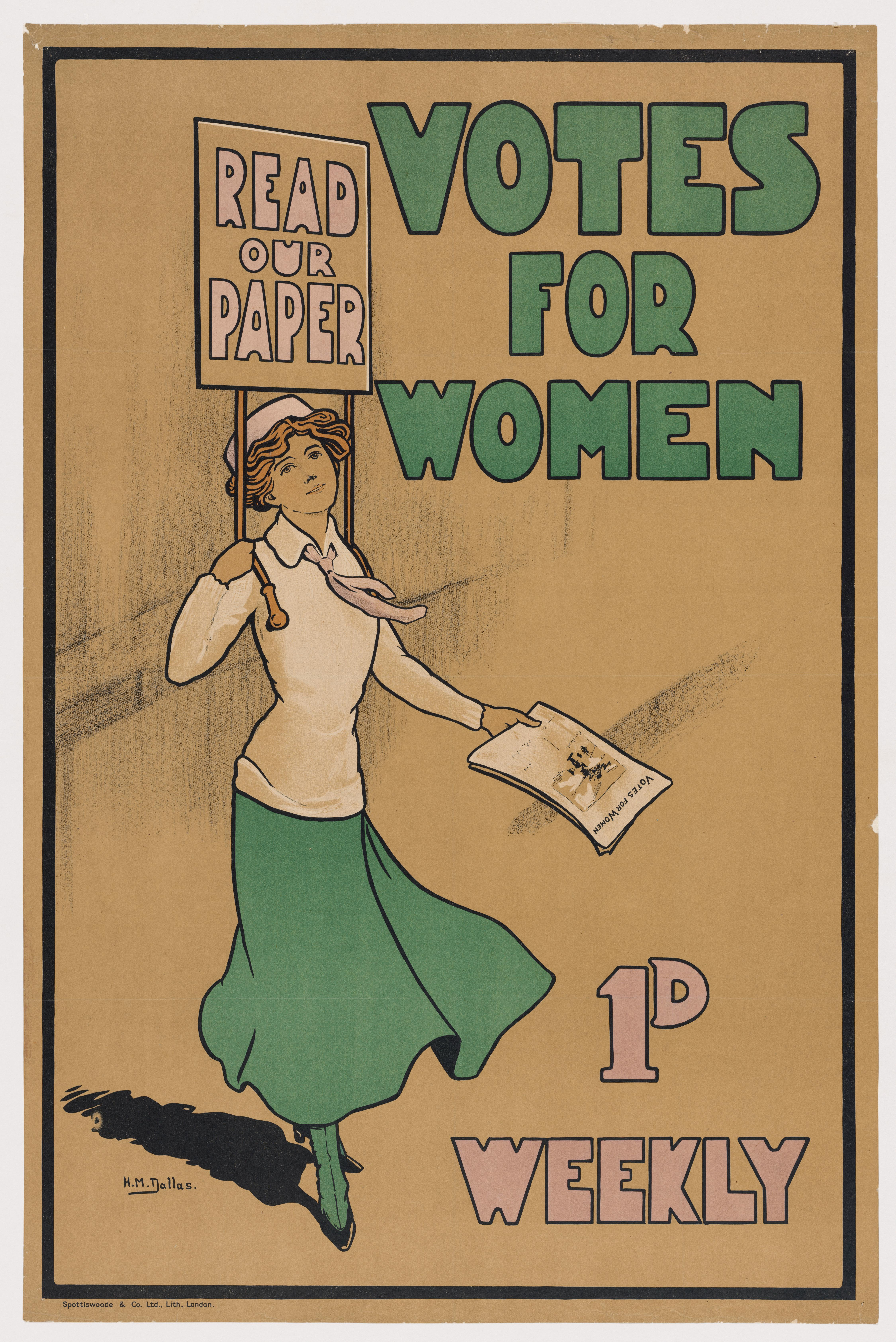
Cartaz com o título Votes for Women (1903 em diante) por Hilda Dallas